# Cuneolininae
Cuneolininae es una subfamilia de foraminíferos bentónicos de la familia Cuneolinidae, de la superfamilia Ataxophragmioidea, del suborden Ataxophragmiina y del orden Loftusiida. Su rango cronoestratigráfico abarca desde el Anisiense (Triásico medio) hasta el Coniaciense (Cretácico superior).

## Discusión
Clasificaciones previas incluían Cuneolininae en el suborden Textulariina del Orden Textulariida o en el orden Lituolida.

## Clasificación
Cuneolininae incluye a los siguientes géneros:
- Cuneolina †
- Palaeolituonella †
- Pseudotextulariella †
- Vercorsella †